# ألفارو ألونسو روبيو
ألفارو ألونسو روبيو (بالإسبانية: Álvaro Alonso Rubio)‏ هو دراج إسباني، ولد في 13 ديسمبر 1985.

## وصلات خارجية
- ألفارو ألونسو روبيو على موقع الاتحاد الدولي للدراجات (الإنجليزية)
- ألفارو ألونسو روبيو على موقع أرشيف الدراجات (الإنجليزية)